# Умберто Оливиери
Умберто Оливиери (на испански: Humberto Olivieri) или известен и като Умберто „Кико“ Оливиери е венецуелски писател и сценарист от италиански произход. Новелите, излъчени в България на Умберто Оливиери имат огромна популярност.

## Творчество

### Оригинални истории
- Лицето на другата (Telemundo 2008/09)
- Зоро: Шпагата и розата (Telemundo 2007)
- Имението (Telemundo 2005/06)
- Отмъщението (Caracol Televisión, Telemundo, 2002/03)
- Mi pequeña mamá (Caracol Televisión 2002)
- Reina de corazones (RCTV 1998)
- La inolvidable (RCTV 1996)
- La traidora (Marte TV 1991)
- María María (Marte TV 1990)
- Julia (Venevisión 1983)
- María Fernanda (Venevisión 1981)

### Адаптации
- Завинаги Йоан Себастиан (Телевиса, 2016)
- Козелът (Univision, Телевиса, 2014), оригинал от Марио Варгас Льоса
- Предателство (Telemundo 2008), оригинал от Фелипе Перес
- Amantes del desierto (Caracol Televisión, Telemundo 2001), оригинал от Хулио Хименес
- Atrévete (RCTV 1986), оригинал от Делия Фиайо
- Estefanía (RCTV 1979), оригинал от Хулио Сесар Мармол

### Нови версии, пренаписани от други
- Земя на надеждата (ТелевисаУнивисион, 2023) (версия на „Имението“), версия от Хосе Алберто Кастро и Ванеса Варела
- Бурята (Телевиса, 2013) (версия на „La tormenta“), версия от Лилиана Абуд
- Призракът на Елена (Telemundo, 2010) (римейк на „Julia“), сценаристи Умберто „Кико“ Оливиери, Исамар Ернандес и Умберто М. Оливиери
- Осъдена (Telemundo, 2004) (римейк на „María Fernanda“), сценаристи Умберто Оливиери, Луис Колменарес, Исамар Ернандес и Каролина Диас
- Pasiones secretas (Caracol Televisión, 1992) (римейк на „María Fernanda“)